# Nombre de Hagen
 (octobre 2023).
Si vous disposez d'ouvrages ou d'articles de référence ou si vous connaissez des sites web de qualité traitant du thème abordé ici, merci de compléter l'article en donnant les références utiles à sa vérifiabilité et en les liant à la section « Notes et références ».
Le nombre de Hagen {\displaystyle (Hg)} est un nombre sans dimension utilisé en mécanique des fluides pour les calculs de circulation forcée. C'est l'équivalent en circulation forcée du nombre de Grashof.
Ce nombre porte le nom de Gotthilf Hagen, ingénieur allemand.
On le définit de la manière suivante :
{\displaystyle Hg=-{\frac {\mathrm {d} p}{\mathrm {d} x}}{\frac {{L_{c}}^{3}}{\nu ^{2}\rho }}}
avec :
- {\displaystyle -{\frac {\mathrm {d} p}{\mathrm {d} x}}} - gradient de pression dans la direction du flux
- {\displaystyle L_{c}} - longueur caractéristique
- {\displaystyle \rho } - densité du fluide
- {\displaystyle \nu } - viscosité cinématique